# Johannishus
Johannishus è un'area urbana della Svezia situata nel comune di Ronneby, contea di Kalmar.
La popolazione risultante dal censimento 2010 era di 748 abitanti. Diede i natali al pittore Arvid Aae.